# Amerigo Provenzano
Amerigo Provenzano, meglio noto come Provenzano DJ (Roma, 12 ottobre 1970), è un disc jockey, produttore discografico, artista di musica italo dance, house, EDM, esperto di Radio italiano.

## Biografia
Nato a Roma nel 1970, comincia presto a interessarsi di musica e di incuriosirsi di tecnologia: sarà proprio la commistione di queste sue due passioni il pilastro della sua carriera: nel 1990 comincia a fare i primi programmi alla radio RDS, nel 1995 riceve un Telegatto e nel 2002 dà vita con altri alla prima radio italiana totalmente dedicata alla musica da discoteca: m2o.
Da marzo 2007 il suo programma di punta Out of Mind Live in onda su m2o è completamente in diretta: invariata la solita formula del programma da esso stesso definito più fuori di testa della radiofonia italiana. Partecipano al programma, oltre a lui, Renée La Bulgara in veste di voce, Mila "FansVoice" e Fabio Amoroso in regia.
Insieme ai Promise Land è stato il promotore del genere Hard dance style, che già nel 2005 - 2006 aveva uno spazio giornaliero all'interno del suo programma radiofonico dalle 15:45 alle 16:00.
Sempre nel 2007 fa uscire e produce "I'm Waiting" e "Devotion", singoli stampati su etichetta Net's Work Records.
Dal 2008 il suo programma su m2o cambia nome in Provenzano Dj Show.
È stato l'autore insieme al produttore/dj Vanni G del programma radio Chemical G (che andava in onda il sabato dalle 19:00 alle 20:00). Il sabato dalle 22:00 alle 24:00 conduce m2 All Shock, trasmesso anche su All Music fino al dicembre 2008.
Ha mixato tutte le Compilation di m2o e ha ottenuto 4 dischi d'oro. Come cantante per un lungo periodo è stato supportato da Edward 00 (detto "il pirata Furry"), Renée La Bulgara e Mila; dal settembre 2008 al giugno 2010 si affianca a Davide Borri, Lizzy B., Gaia Bolognesi e Sandro Bit, mentre dal settembre 2010 affianca invece alla voce di Manuela Doriani dando inizio a una nuova stagione del Provenzano Dj Show chiamata appunto Provenzano Dj Show featuring Manuela Doriani. Dal 10 luglio 2010 su m2o il sabato sera nella fascia oraria dalle 20:00 alle 21:00 va in onda il Provenzano Dj Show Dj Set, fascia oraria che dal settembre 2010 diventerà dalle 22:00 alle 23:00.
È responsabile con Elio Milani della Facoltà di dj presso l'Università della Musica di Roma, dove gestisce corsi di formazione per dj professionisti. Dirige l'etichetta discografica [Jump]2 della Fast Record S.r.l. di cui sono uscite le dj selection: [jump]2 The Dancefloor volume 1, 2, 3 e 4.
Insieme al duo Ranucci & Pelusi ha realizzato remix per celebri artisti dal calibro di Axwell, Fiorello e Mario Fargetta Dj.
Dal settembre 2016 torna a condurre su m2o il suo programma, che cambia nuovamente nome in Music Zone, condotto insieme a Manuela Doriani e Leandro Da Silva, in cui ha iniziato a dare ancora più spazio ad altri generi, come hip hop e raggaeton, allineandosi al cambiamento di programmazione musicale che la radio aveva intrapreso già a partire dal 2008.

## Compilation
- Top Ten Dance Volume 1
- Top Ten Dance Volume 2
- Rds Dance Volume 1
- Rds Dance Volume 2
- Rds Dance Volume 3
- Rds Dance Estate
- Rds Dance Volume 5 Balla
- Hit Mania Dance Volume 1
- Hit Mania Dance Volume 2
- Hit Mania Dance Volume 3
- Hit Mania Dance Estate
- Hit Parade Dance
- Non-Stop Dance
- Radio Cipolla
- m2o Compilation Volume 1
- m2o Compilation Volume 2
- m2o Compilation Volume 3
- m2o Compilation Volume 4
- m2o Compilation Volume 5
- m2o Compilation Volume 6
- m2o Compilation Volume 7
- m2o Compilation Volume 8
- m2o Compilation Volume 9
- m2o Compilation Volume 10
- m2o Compilation Volume 11
- m2o Compilation Volume 12
- m2o Compilation Volume 13
- m2o Compilation Volume 14
- m2o Compilation Volume 15
- m2o Compilation Volume 16
- m2o Compilation Volume 17
- m2o Compilation Volume 18
- m2o Compilation Volume 19
- m2o Compilation Volume 20
- m2o Compilation Volume 21
- m2o Compilation Volume 22
- m2o Compilation Volume 23
- m2o Compilation Volume 24
- m2o Compilation Volume 25
- m2o Compilation Volume 26
- m2o Compilation Volume 27
- m2o Compilation Volume 28
- m2o Compilation Volume 29
- m2o Compilation Volume 30
- m2o Compilation Volume 31
- m2o Compilation Volume 32
- m2o Compilation Volume 33
- m2o Compilation Volume 34
- m2o Compilation Volume 35
- m2o Compilation Volume 36
- m2o Compilation Volume 37
- m2o Compilation Volume 38
- m2o Compilation Volume 39
- m2o The Dance Night Dualdisc volume 1
- m2 All Shock Dualdisc Volume 2
- m2 All Shock Dualdisc Volume 3
- m2 All Shock Dualdisc Volume 4
- [Jump]² The Dancefloor Volume 1
- [Jump]² The Dancefloor Volume 2
- [Jump]² The Dancefloor Volume 3
- [Jump]² The Dancefloor Volume 4

## Discografia
- Bolognesi & Provenzano - Un altro giorno è già andato
- Provenzano DJ ft. Lizzy B. - Funny Day (2004)
- P_DJ feat Lizzy B. - Funny Day Remixes
- P_DJ feat Sonya - Go Go (To The Disco)
- Molinaro & Provenzano - Running Up
- Provenzano DJ feat Lizzy B - Sound is Back (2005)
- Molinaro & Provenzano - It's Gonna Be
- Provenzano & Promiseland - Let Me Be (2005)
- Provenzano Dj ft. Lizzy B - Vibe (2006)
- Provenzano Dj ft. Lizzy B - Right Or Wrong (2007)
- Provenzano Dj & Danijay - Catch Me (2007)
- Provenzano Dj & Danijay - Ride The Way (90 Fever Mix) (2007)
- Provenzano Dj ft. Lizzy B. - I'm Waiting (2007)
- Provenzano Dj - Devotion (2007)
- Provenzano ft. Max C. - Chains Of Love (2008)
- Provenzano ft. Ranucci & Pelusi - Midory Shower (2009)
- Provenzano ft. Max C. - Where Did You Go (2009)
- Provenzano ft. Ranucci & Pelusi - A.R.I.A. (2009)
- Provenzano - Life Goes On (2009)
- Provenzano Dj & Promiseland - You Can't Stop The Love (2010)
- Provenzano ft. Andy P - Side By Side (2009)
- Provenzano pres. The Fabolous - Mariguana Cha Cha Cha (2011)
- Provenzano ft. Monnalisa - Non Ce L'Hai (2011)
- Provenzano & Henry John Morgan Morgan ft. The Audio Dogs "Turn You On" (2012)
- Provenzano & Formal Monkeys -You're"
- Provenzano ft. Amanda Wilson "Touch the Sky" (Inverno 2012)
- Provenzano & StarClubbers "Mash App" (Primavera 2013)
- Provenzano "Be Like Me" (Estate 2013)
- Provenzano "Stormy Winds" (2013)
- Provenzano "Drop Da Beat" (2013)
- Provenzano & Masullo "You And Me" (2014)
- Provenzano "Just The Way You Are" (2014)
- Provenzano "Gorbaciov" (Estate 2014)
- Provenzano & Masullo "Take Your Breath" (2015)
- Provenzano feat. Scarlet "Sunshine & Happiness" (2015)
- Provenzano, Wlady, Denny Berland "Bam Bam" (2016)
- Provenzano "Saxophone" (2017)
- Provenzano & Federico Scavo "Folegandros" (2017)
- Provenzano "Serifos" (2017)
- The Cube Guys & Provenzano "Babele" (2018)

## Provenzano Dj's Remixes (Ufficiali e Non)
- The Soundlovers - Hyperfolk (Vanni G vs. Provenzano DJ Rmx)
- 2 In A Room - Wiggle It (Provenzano DJ Rmx)
- Roberto Molinaro - Red Code (Provenzano DJ Rmx)
- Master Of Science - Power Rock (Provenzano DJ Rmx)
- Zero Assoluto - Semplicemente (Provenzano DJ Rmx)
- Haiducii - More 'n' More (Provenzano + Promiseland Rmx)
- Clubhouse - Speed Of Sound (Provenzano DJ Rmx)
- Cosmo - Inno di Mameli (Provenzano DJ Rmx)
- Be Angel ft. Mc Two- Don't Close Your Eyes (Provenzano + Promise Land Rmx)
- Sophie - C'est l'Amour (Hard Dance Style Rmx)
- Manu L.J. - Feel Alright (Provenzano DJ Rmx)
- Manu L.J. - Until The Morning (Provenzano DJ Rmx)
- Checco Zalone - Siamo Una Squadra Fortissimi (Provenzano + Promise Land Rmx)
- Noise Mission - Tarantella Party (Provenzano & Promiseland Hard Mix) + (Provenzano & Promise Land Soft Mix)
- Haiducii - Boom Boom (Provenzano & Promiseland Rmx)
- Supawet - Wash The Floor (Provenzano DJ Rmx)
- Chiara Robiony ft. The Axcess - Monday U Leave Me (Blastaar Rmx)
- Juergens - Love The Music Play (Provenzano DJ Mash Up)
- Paris Tears - Shout Couture (Provenzano DJ Mash Up)
- DJ Gee Mp vs Lizzy B - Racing In Love (Provenzano + Promiseland Remix)
- Starkillers vs Double You - Don't Go Discoteka (Provenzano DJ Mash Up)
- Be Angel - Say You Love Me (Provenzano + Promiseland Remix)
- Giacomotto vs The Fog - Robot Needs Time (Provenzano Dj Mash Up)
- Axwell & Ingrosso vs Salem Al Fakir - It's True (Provenzano & Promiseland Remix)
- Noel Sinner feat Mc Miker G. - Pull Over Show The Bass (Provenzano Dj Mash Up)
- Juice String - Sex Weed (Provenzano & Promiseland Remix)
- Fiorello - Chi Siamo Noi (Provenzano & Promiseland Rmx)
- Falasca Contest - Once Again (Provenzano & Promiseland Rmx)
- Get Far Feat. Sagi Rei - All I Need (Provenzano & PromiseLand Rmx)
- Be Angel - Child (Provenzano & PromiseLand Rmx)
- Lizzy B & Davide Borri vs Dave Darell - Baby When the Lights & Children (Provenzano DJ Mash Up)
- Laurent Wolf - No Stress (Provenzano, Ranucci & Pelusi Remix)
- Fedde Le Grand feat. Mitch Crown - Scared Of Me (Provenzano, Ranucci & Pelusi Remix)
- Greg Cerrone - Taking Control Of You (Provenzano, Ranucci & Pelusi Remix)
- Steve Angello, Sebastian Ingrosso, Axwell & Laidback Luke feat. Deborah Cox - Leave The World Behind (Provenzano, Ranucci & Pelusi Remix)
- Bingo Players feat. Dan'thony - I Will Follow (Theme Fit for Free Dance Parade) (Provenzano, Ranucci & Pelusi Remix)
- Promiseland - Last Night A Dj Saved My Life (Provenzano, Ranucci & Pelusi Remix)
- Promiseland - We Save Your Life (Provenzano, Ranucci & Pelusi Remix)
- Fedde Le Grand feat. Mr. V - Back & Forth (Provenzano & Promiseland Remix)
- Dabruck & Klein feat. Michael Feiner - The Feeling (Provenzano & Promiseland Remix)
- Andrea Paci, Francesco Ienco feat. Andrea Love - Twilight (Provenzano & Promiseland P-R-P Remix)
- Pee4Tee feat. Emmanuela - La Musica Tremenda (Provenzano Remix)
- Leonia - Fantasy (Provenzano Remix)
- Falaska - Nobody (Provenzano, Ranucci & Pelusi Remix)
- Luca Ruco ft.Sherrita - Just Believe (Provenzano Remix)
- Jaykay ft. Flo Rida - What The Girls Like (Provenzano Aka Reder8 Remix)
- Luca Ruco - I Like It (Provenzano Remix)
- Ricky Castelli & LA19 vs Jack Ross & LDB - Criminal 4 Love (Provenzano Remix)
- Edward Maya ft. Vika Jiulina - Desert Rain (Provenzano Dj Remix)
- Liviu Hodor ft. Mona - Sweet Love (Pdj & Felipe C remix)
- Claudio Caccini ft. Andrea Love - We Gotta Love (Provenzano Remix)
- Sergio Matina & Gabry Sangineto - Sound Of Freedom (Provenzano Remix)
- Andrea Masllo - Dreamgirl (Provenzano dj remix)
- Dj Falaska - I Can Change (Provenzano Remix)
- Samuele Sartini ft. Peyton - You're Got To Release (Provenzano & Henry John Morgan Remix)
- Avicii & Nervo - You're Gonna Love Again (Provenzano & Daniel Chords Remix)
- Andrea Masullo ft. Wendy D. Lewis - Party Go! (Provenzano Remix)
- Claudio Caccini ft. CeCe Rogers - Fly Away (Provenzano Dj Remix)
- Sergio Mauri ft. Shelly Poole - Party Don't Stop (Provenzano Remix)